# Alte Kirche (Alendorf)

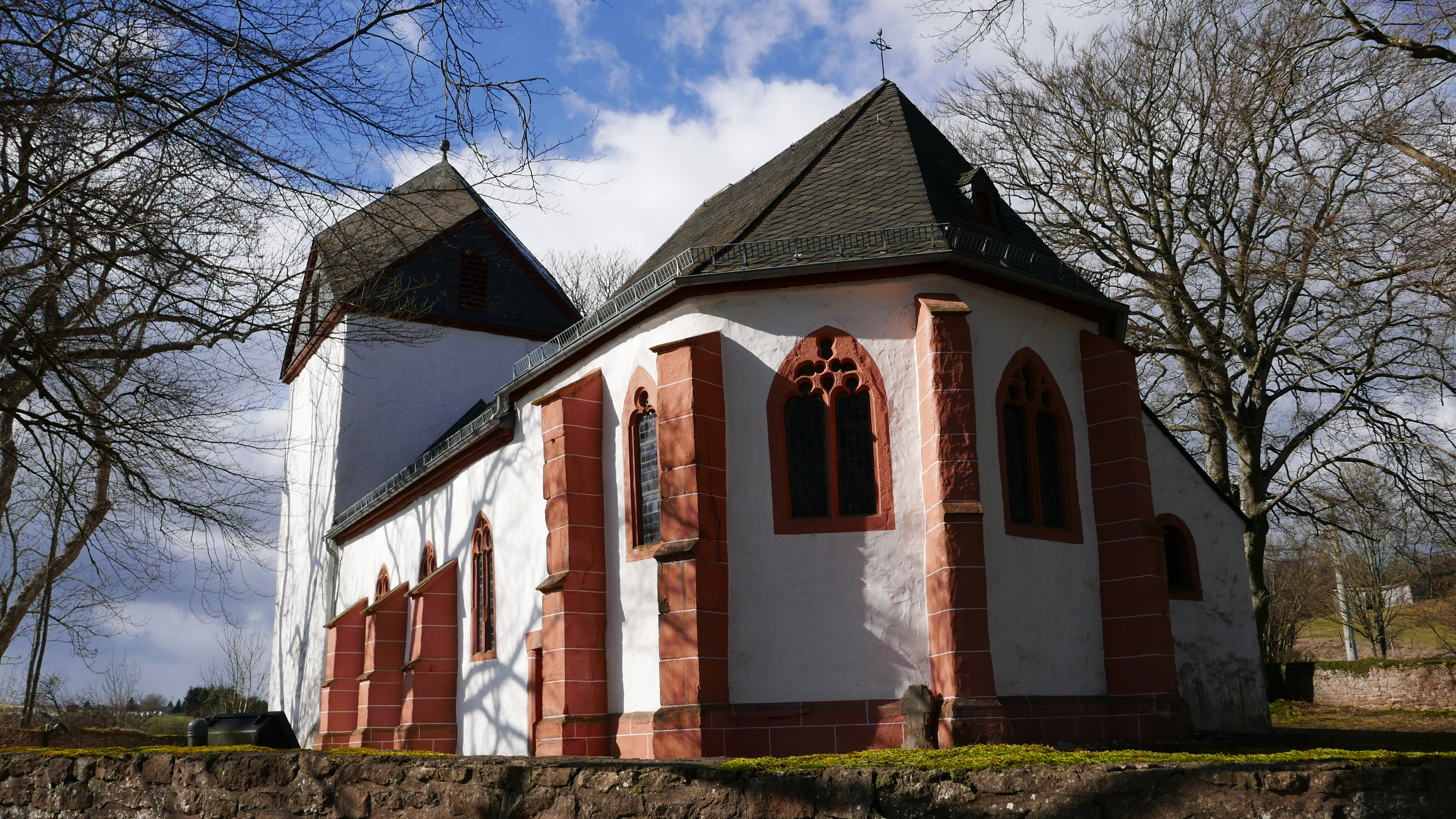
Choransicht

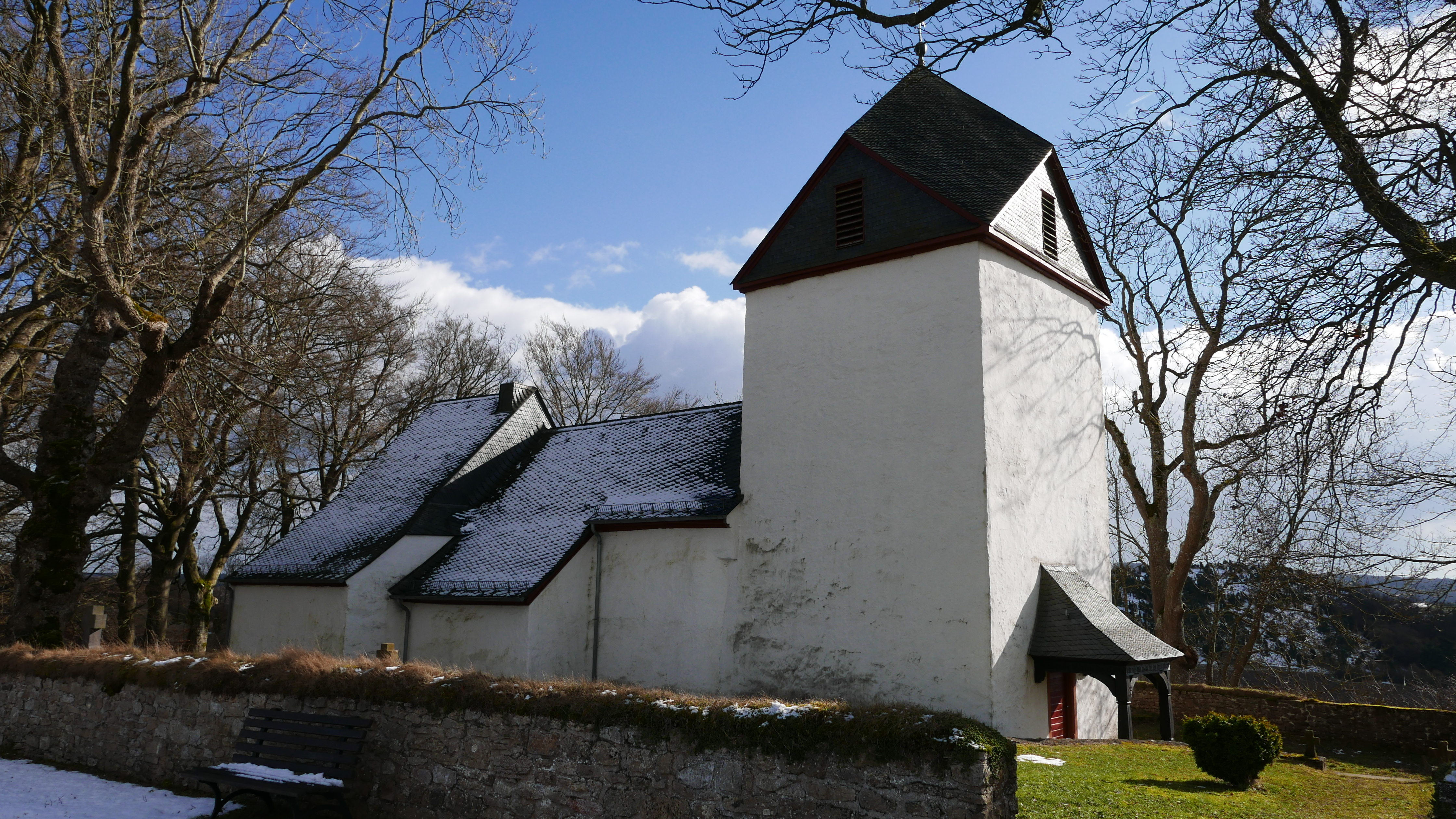
Nordseite mit Turm

Die Alte Kirche ist die ehemalige römisch-katholische Pfarrkirche des Blankenheimer Ortsteils Alendorf im Kreis Euskirchen in Nordrhein-Westfalen.

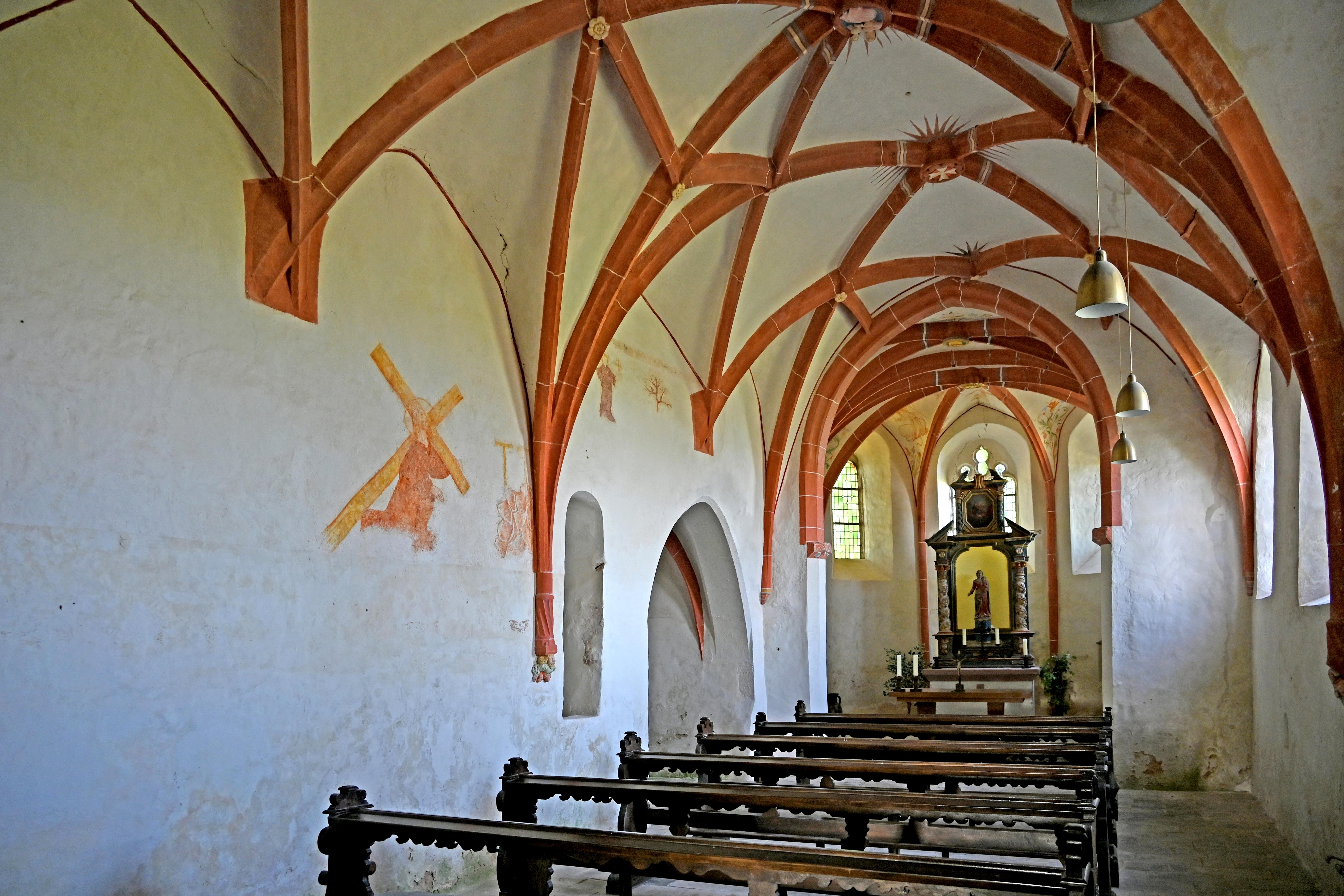
Innenraum, gotisches Gewölbe

Die Kirche ist der hl. Agatha von Catania geweiht und unter Nummer 37 in die Liste der Baudenkmäler in Blankenheim (Ahr) eingetragen.

## Lage
Das Kirchengebäude liegt außerhalb im Norden des Dorfes Alendorf, rund 350 Meter Luftlinie von der Ortsmitte entfernt an einem Berghang und ist vom Friedhof umgeben.

## Geschichte
Die Pfarrei Alendorf wurde 1253 erstmals erwähnt. Das Patronatrecht besaß zunächst die Abtei Malmedy, 1253 wurde es an das Zisterzienserinnenkloster in Frauenkron übertragen. 1289 erhielt die Abtei Steinfeld das Patronat, ab 1317 besaß es dann der Johanniterorden. Die 1253 erwähnte und um 1868 abgebrochene Kirche befand sich in der Ortsmitte Alendorfs.
Um das Jahr 1494 wurde die Alte Kirche erbaut. Die Gründe für den Bau einer zweiten, außerhalb des Ortes gelegenen Kirche sind nicht bekannt. Seitdem wurde die heutige Alte Kirche in den Sommermonaten als Pfarrkirche genutzt, und ihre Vorgängerkirche im Dorf als Pfarrkirche für die Wintermonate. Erst mit dem Abriss der Kirche im Dorf verlagerte sich das kirchliche Leben komplett in die Alte Kirche. In späterer Zeit erhielt das einschiffige Gotteshaus im Norden einen Anbau, der im 18. Jahrhundert verlängert wurde und u. a. die Sakristei birgt. Nach dem Bau der Neuen Pfarrkirche in den 1920er Jahren war die Alte Kirche nutzlos geworden. Jedoch setzte man sich für einen Erhalt ein und konnte das Gotteshaus in den 1930er Jahren restaurieren und somit vor dem Verfall bewahren. Zwischen 1960 und 1967 wurde die Kirche erneut restauriert, die Leitung hatte Architekt Werner Geyer aus Mechernich inne.

## Baubeschreibung
Die alte Alendorfer Kirche ist eine vierjochige Saalkirche in Formen der Gotik mit einem mächtigen vorgebauten viergeschossigen Glockenturm im Westen, der von einem Rhombendach bekrönt wird, und einem einjochigen und fünfseitig geschlossenen Chor im Osten. An der fensterlosen Nordwand ist die Sakristei angebaut. Das Innere wird von gotischen Netzgewölben überwölbt. Die Fenster besitzen zweibahniges Maßwerk.

## Ausstattung
Im Innenraum befindet sich ein einfacher barocker Hochaltar, welcher aus der Helenakapelle in Vilvenich stammen soll, eine gotische Sakramentsnische sowie wertvolle Gewölbemalereien im Bereich des Chores. Der Turm birgt ein wertvolles zweistimmiges Geläut aus dem Mittelalter. Die kleinere und älteste Glocke goss Alef von Thaile im Jahr 1444, Schlagton h'. Die größere und jüngere Glocke ist ein Werk des Aachener Glockengießers Jan van Trier aus dem Jahr 1527, Schlagton fis'.

Alt St. Agatha (Alendorf)
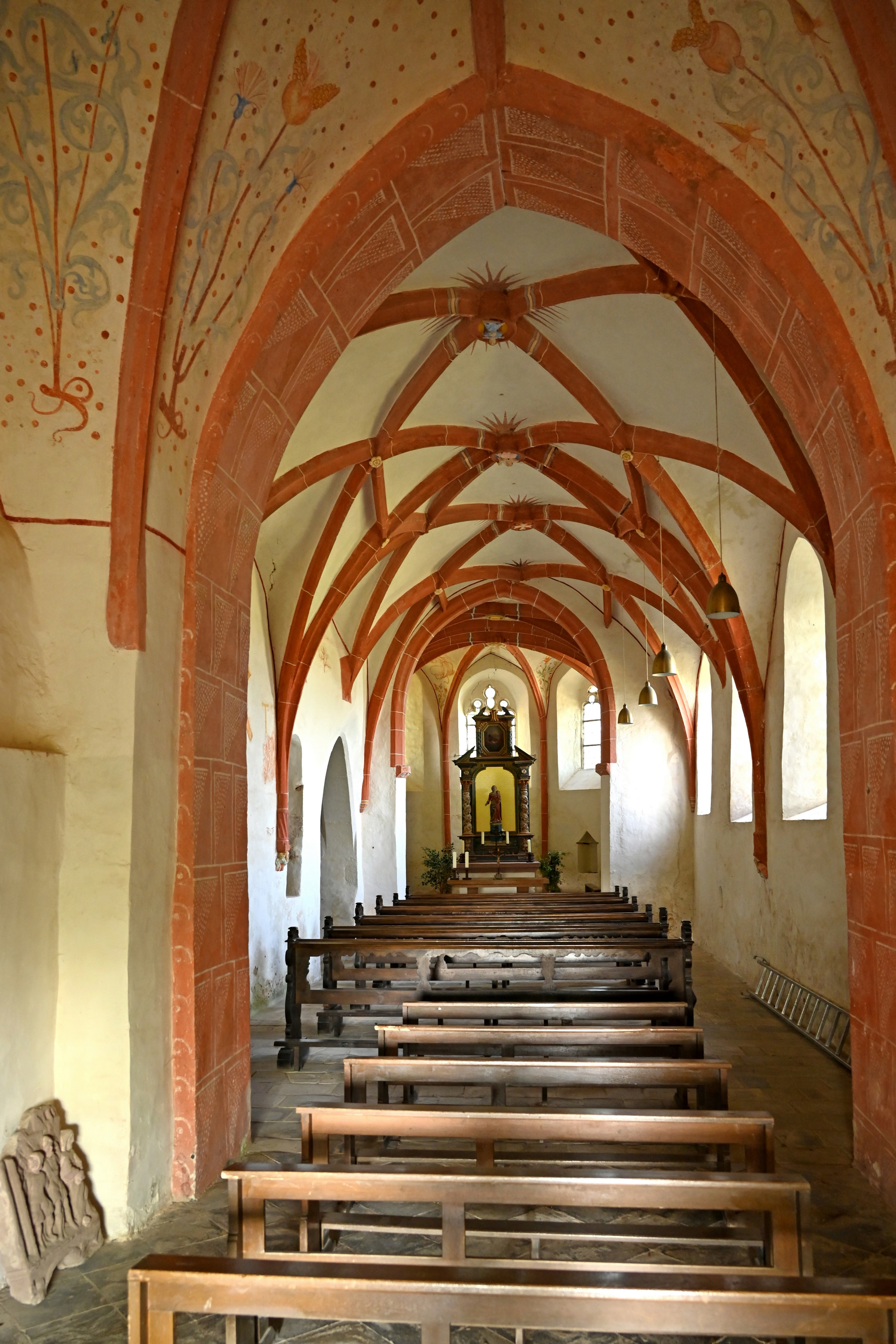
Innenraum
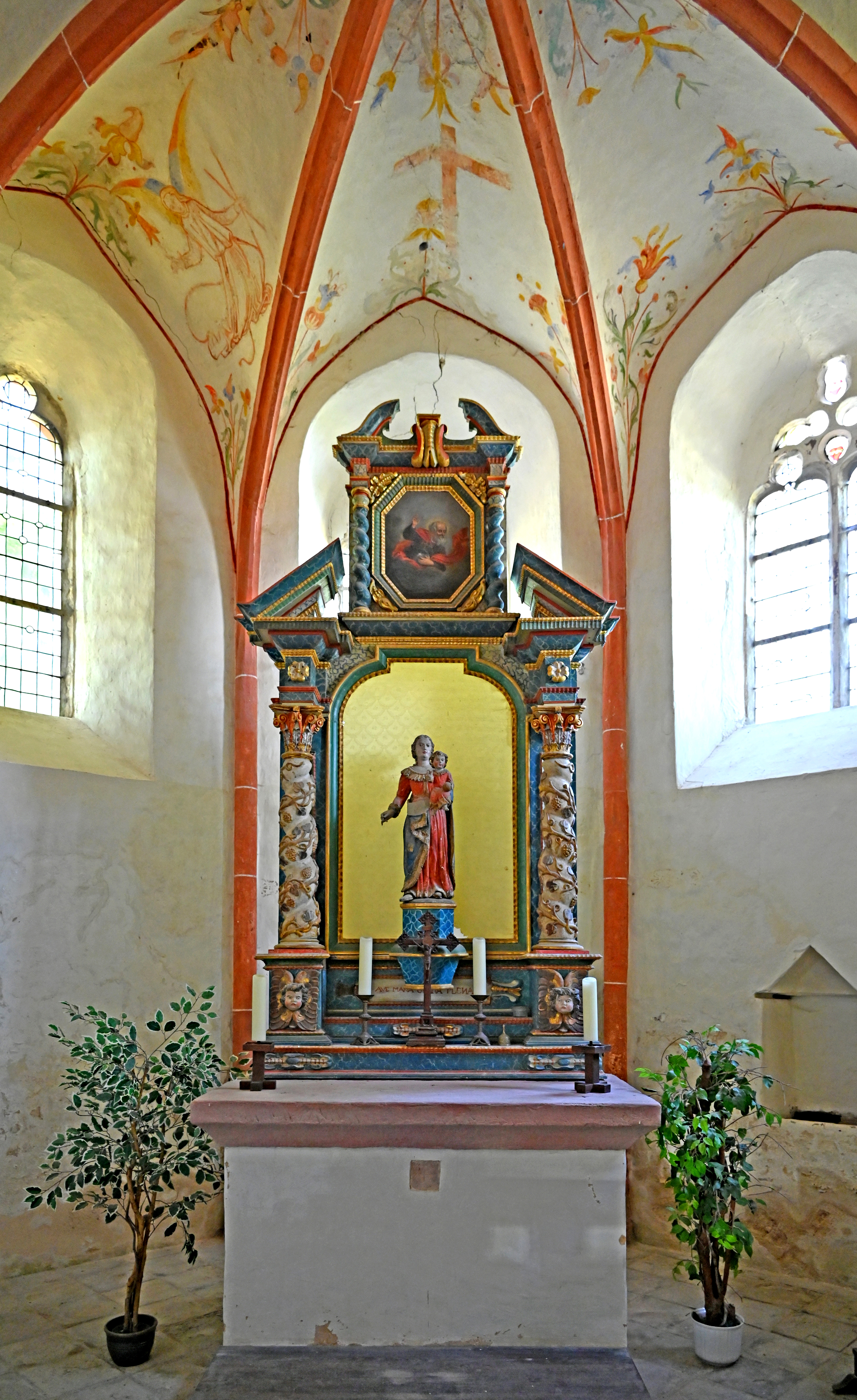
Barockaltar
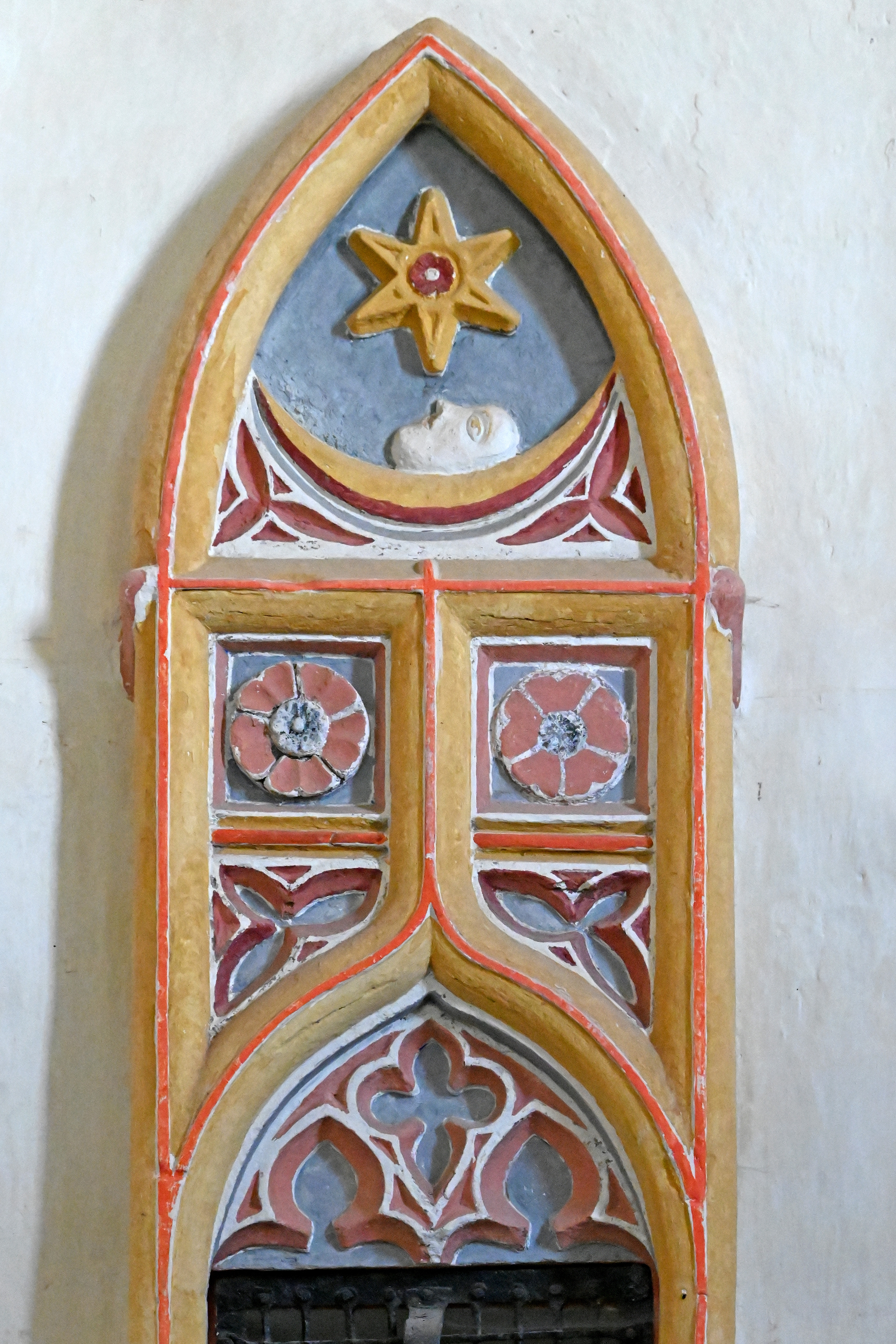
Tabernakel
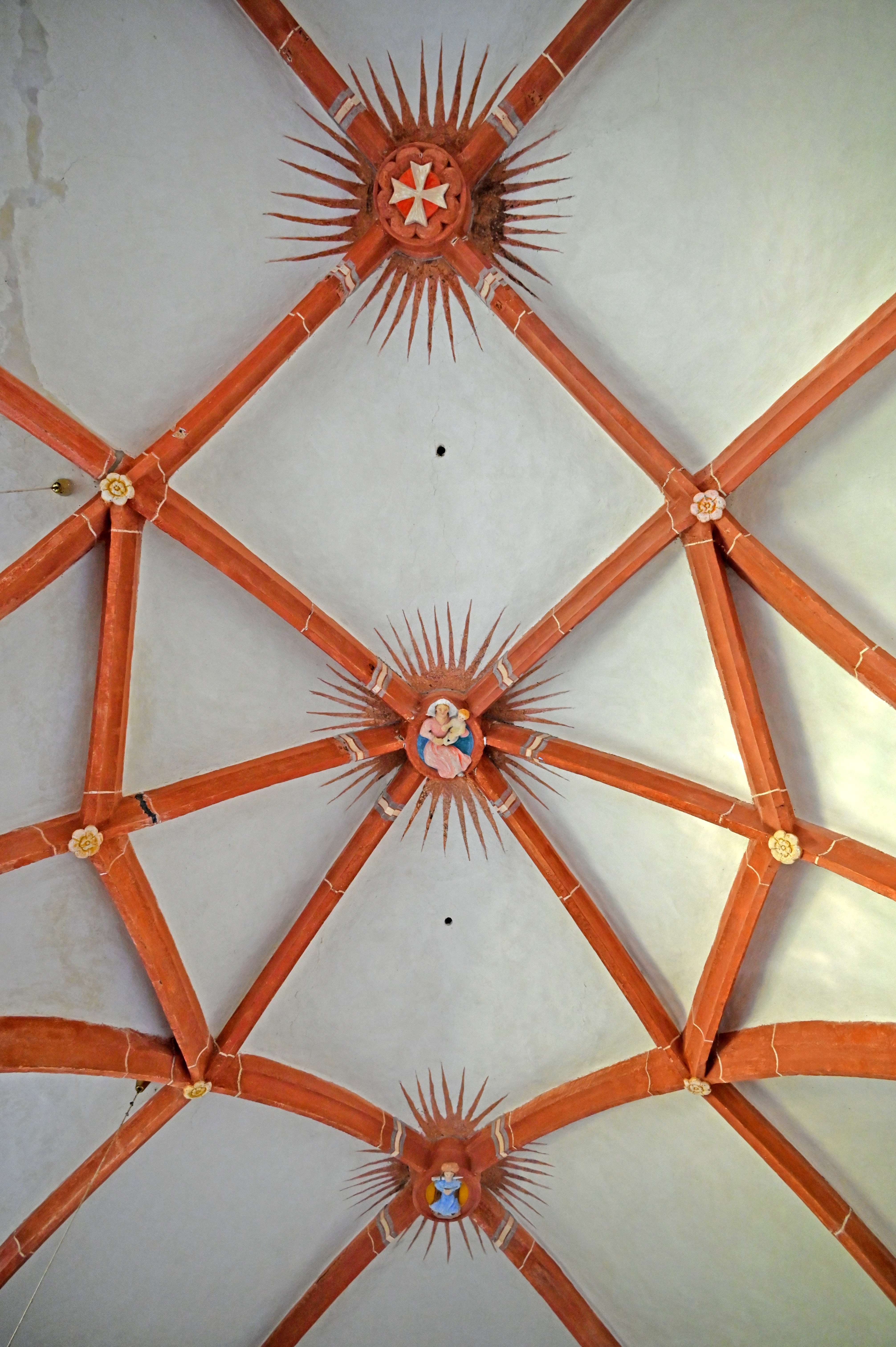
Netzgewölbe
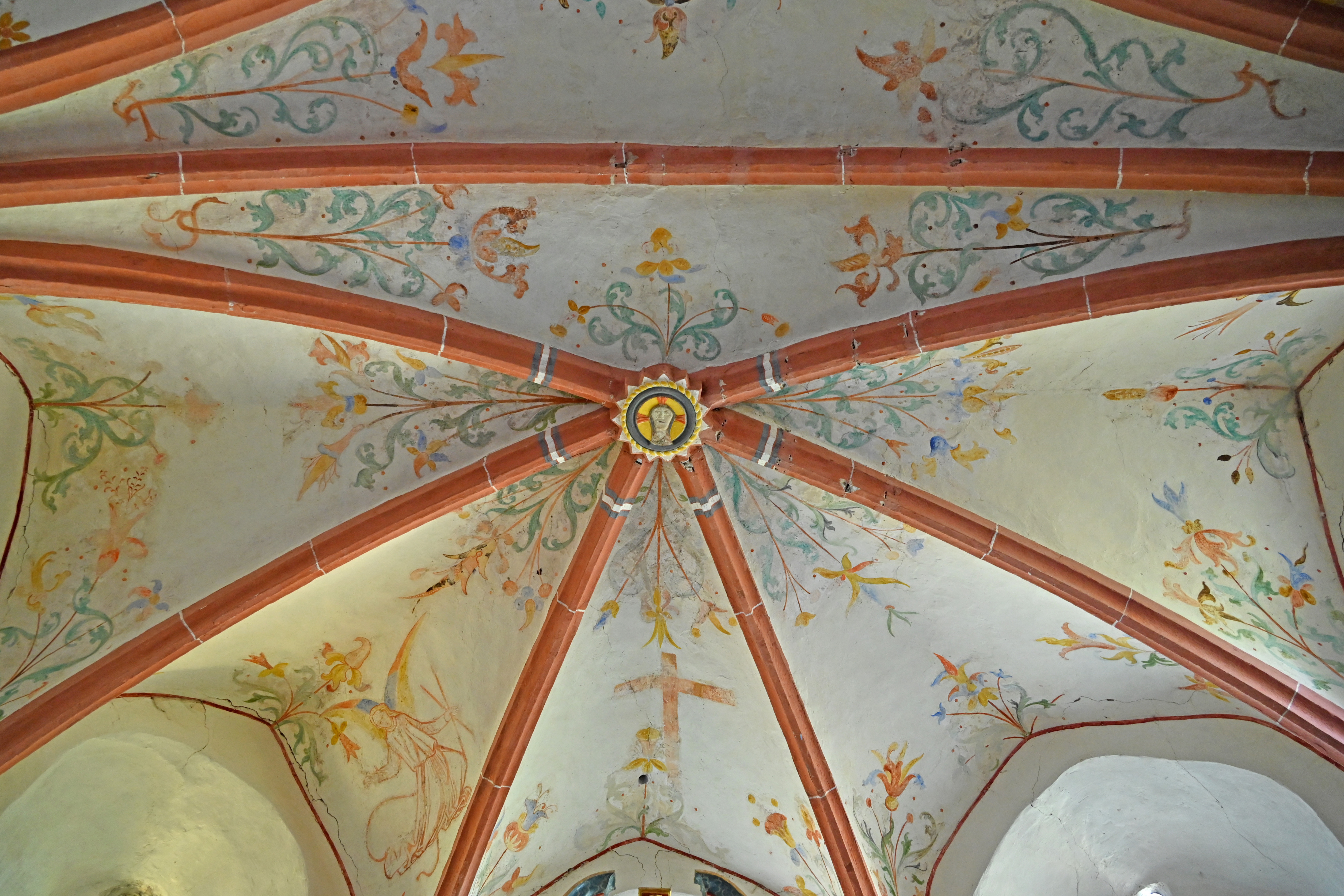
Chorgewölbe
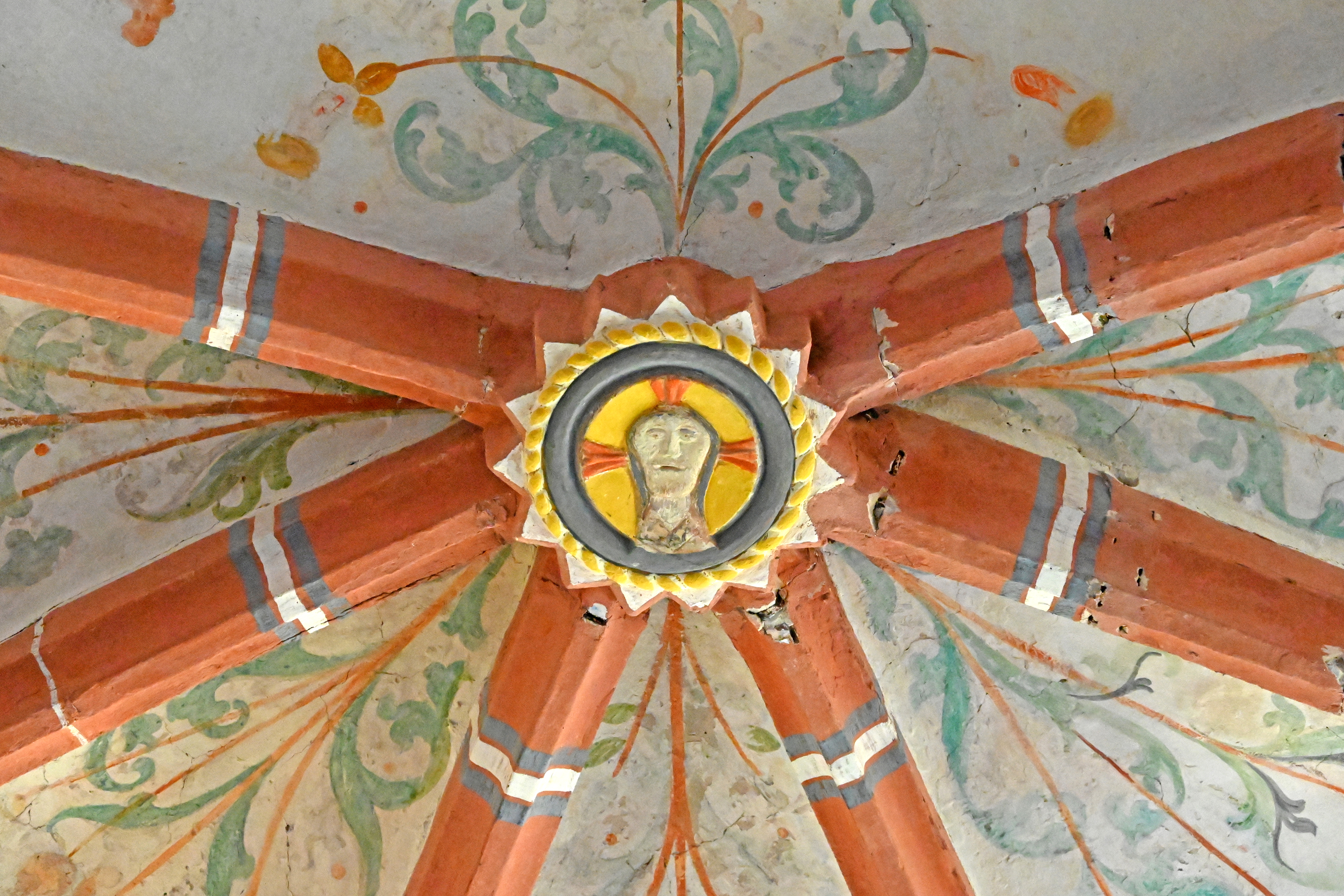
Schlussstein
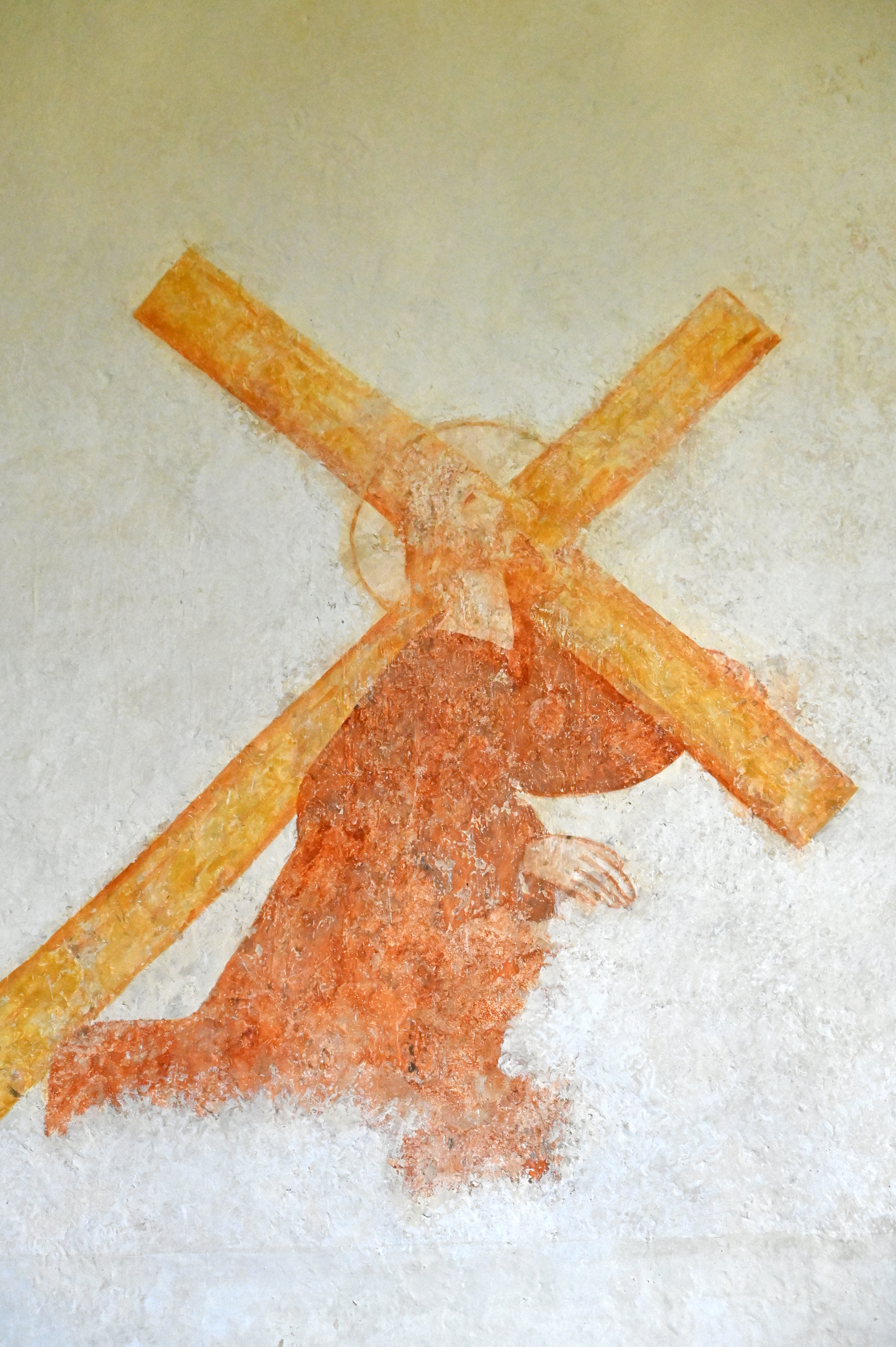
Fresko
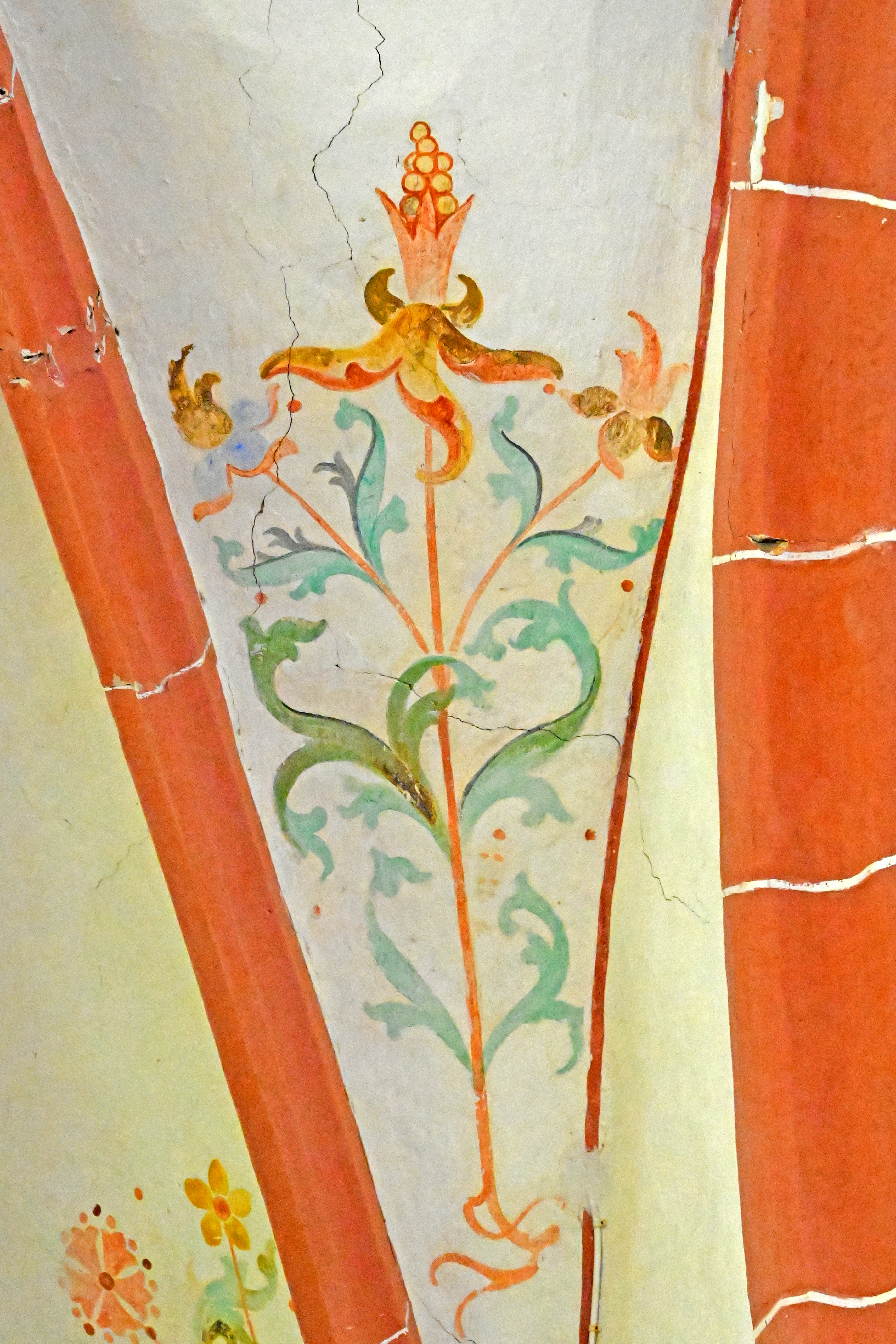
Deckenmalerei